# ミシェル・ベロフ
ミシェル・ベロフ（Michel Béroff, 1950年5月9日 - ）は、フランスのピアニスト。ヴォージュ県エピナル出身。ドビュッシー、メシアンなど近代フランス音楽の演奏で知られる。

## 演奏歴
ナンシー音楽院で音楽教育をうけ、パリ音楽院に進み1966年に首席となる。翌1967年にパリで初めてリサイタルを開く。1967年の第1回オリヴィエ・メシアン国際コンクールに優勝する。1970年にパリで行ったメシアンの『幼な児イエズスに注ぐ20のまなざし』の全曲演奏は、イヴォンヌ・ロリオによる初演以後25年ぶりの全曲演奏として大きな注目を集めた。以後、演奏会とレコーディングを通して若くして世界的なキャリアを築く。1980年代半ば頃より右手を故障して第一線から退いていた時期があったが、1990年代には再び両手で演奏できる状態に回復している。
1989年からは母校のパリ音楽院で教鞭を執っている。 

### 共演
世界各地で演奏活動を行うとともに、クラウディオ・アバドやダニエル・バレンボイム、レナード・バーンスタイン、ピエール・ブーレーズ、アンタル・ドラティ、クリストフ・エッシェンバッハ、シャルル・デュトワ、クルト・マズア、小澤征爾、アンドレ・プレヴィン、ムスティスラフ・ロストロポーヴィチ、ジュゼッペ・シノーポリ、ゲオルク・ショルティ、クラウス・テンシュテットら国際的なマエストロと共演している。室内楽奏者としては、ピエール・アモイヤルやジャン＝フィリップ・コラール、オーギュスタン・デュメイ、リン・ハレルらと活動を共にする。また、バーバラ・ヘンドリックスの伴奏者も務めた。
一時期右手首を傷めて、指揮法の研究をしたり左手のためのレパートリーを探すなどしていたが、マルタ・アルゲリッチがアバド指揮ロンドン交響楽団との共演でラヴェルの《ピアノ協奏曲》をドイツ・グラモフォンに録音した際、《左手のための協奏曲》のソリストにベロフを起用するように進言した。これがきっかけとなって、ベロフがピアニストとして演奏界に返り咲くことができたと言われている。その後はロンドンとパリで催された「ブーレーズ・フェスティバル」に参加し、ほかならぬブーレーズの指揮により、バルトークの《ピアノ協奏曲 第2番》の独奏者を務めた。

## レパートリー
日本では、一般的にドビュッシーやラヴェルといったフランス印象主義音楽、ならびにバルトークやメシアンのスペシャリストとして連想されがちであるが、そのほかに、フランツ・リストやムソルグスキー、プロコフィエフといったヴィルトゥオーソ向けの難曲を得意としており、さらにシューマンやブラームス、サン＝サーンスといったロマン派音楽にも鋭い感性を発揮している。

## 日本での演奏
来日数も多く、以下に記すのはその一例である。
- 1996年、ドビュッシー作品によるリサイタルを開くとともに、NHK交響楽団や新星日本交響楽団とも共演した。
- 1997年、ハーグ・レジデンティ管弦楽団のストラヴィンスキー・チクルスに参加し、パリでは全5回に分けて、ドビュッシー・ピアノ曲全曲連続演奏会を行なった。
- 1998年、エサ＝ペッカ・サロネン指揮の日本フィルハーモニー交響楽団と共演した。
- 1999年、クルト・マズア指揮ニューヨーク・フィルハーモニックと共演した。
- 2000年、東京・大阪でメシアンの『20のまなざし』の全曲演奏を行った。
- 2006年、NHK『スーパーピアノレッスン』に出演した。